# Uhtna
Uhtna är en ort i Estland. Den ligger i Sõmeru kommun och landskapet Lääne-Virumaa, i den centrala delen av landet, 100 km öster om huvudstaden Tallinn. Uhtna ligger 63 meter över havet och antalet invånare är 355.
Terrängen runt Uhtna är platt, och sluttar norrut. Runt Uhtna är det mycket glesbefolkat, med 5 invånare per kvadratkilometer. Närmaste större samhälle är Rakvere, 12,7 km väster om Uhtna. I omgivningarna runt Uhtna växer i huvudsak blandskog.